# 史岱文森镇
史岱文森镇（英語：Stuyvesant Town）是美國纽约曼哈顿东区的一座大型私人社区，并且也是战后最成功的标志性住宅区之一。史岱文森镇的建造计划始于1943年。史岱文森镇最初发售的第一天就收到了7000份申请，而随后申请的数量达到了10万份。1947年，该小区的月租金浮动于50美元到91美元之间，而如今仅一个卧室的月租金就超过了2500美金。现在一套五房的公寓套房月租金已经超过7000美元。。

## 延伸阅读

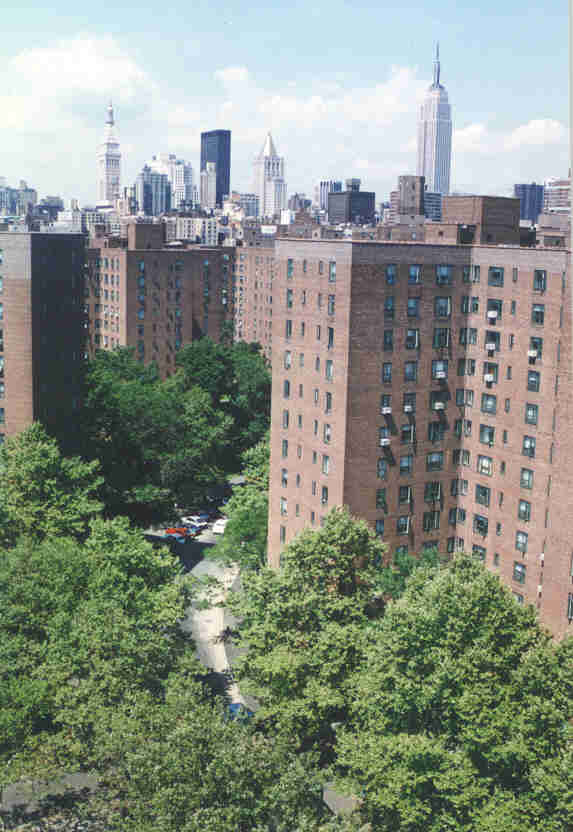
View of central Manhattan from Stuyvesant Town.

- Eleven Stories High: Growing Up in Stuyvesant Town, 1948-1968 by Corinne Demas. State University of New York Press, 2000.

40°43′54″N 73°58′40″W / 40.73167°N 73.97778°W